# Ordre de Bataille Wojska Polskiego 28 września 1939
Ordre de Bataille Wojska Polskiego II RP w dniu 28 września 1939.
W dniu 28 września 1939 oddziały Wojska Polskiego znajdowały się w dwóch izolowanych bastionach i czterech zgrupowaniach. 
- Rejon Umocniony Hel
- Twierdza Modlin
  - 30 Poleska Dywizja Piechoty
  - 2 Dywizja Piechoty Legionów
  - 28 Dywizja Piechoty
  - 8 Dywizja Piechoty
- Grupa Operacyjna Kawalerii gen. Andersa
  - Nowogródzka Brygada Kawalerii
  - część Wołyńskiej Brygady Kawalerii
  - część Kresowej Brygady Kawalerii
- Grupa płk. dypl. Tadeusza Zieleniewskiego
  - Grupa „Kowel” płk. dypl. Leona Koca
  - Grupa „Niemen” płk. Władysława Filipkowskiego
    - 77 Pułk Piechoty
    - 145 Pułk Piechoty

  - Grupa Kawalerii „Chełm” płk. dypl. Władysława Płonki
- Samodzielna Grupa Operacyjna "Polesie"
  - 50 Dywizja Piechoty „Brzoza”
  - 60 Dywizja Piechoty „Kobryń”
  - Dywizja Kawalerii „Zaza”
  - Podlaska Brygada Kawalerii
- Zgrupowanie KOP
  - Brygada KOP "Polesie"
  - Pułk KOP "Sarny"